# Neuburgia corynocarpa
Neuburgia corynocarpa là một loài thực vật có hoa trong họ Mã tiền. Loài này được (A. Gray) Leenh. mô tả khoa học đầu tiên năm 1963.